# Nicolaas Steengracht
Nicolaas Steengracht, (Nicolaas Steengracht van Oosterland), heer van Oosterland, Sirjansland en Oosterstein (Middelburg, 27 november 1754 − 's-Gravenhage, 13 december 1840) was een Nederlands politicus.

## Biografie
Steengracht was een lid van de familie Steengracht en een zoon van Johan Steengracht, heer van Oosterland, Sirjansland en Oosterstein (1727-1785) en Jacoba Magdalena Ockersse, vrouwe van Oosterland, Sirjansland en Oosterstein (1731-1772). Hij trouwde in 1777 met Johanna Petronella van der Poort, vrouwe van Oostcapelle (1754-1783) uit welk huwelijk een zoon werd geboren: de kunstverzamelaar Johan Steengracht van Oostcapelle, heer van Moyland, Till, Ossenbruch en Oostcapelle (1782-1846).
Steengracht studeerde Romeins en hedendaags recht aan de Hogeschool te Utrecht en promoveerde in 1772 op stellingen. Daarna was hij vanaf 1774 (adjunct) advocaat-fiscaal bij de Admiraliteit van Zeeland (net als zijn vader was geweest) totdat hij na 1795 in de Bataafse en Franse tijd ambteloos burger werd. In 1814 was hij lid van de Vergadering van Notabelen namens het departement Monden van de Schelde. Van 2 mei 1814 tot 18 augustus 1815, was hij lid van de Staten-Generaal der Verenigde Nederlanden, van 8 tot 18 augustus 1815 als voorzitter tijdens de dubbele Vergadering, die over de grondwet van 1815 moest beslissen. Daarna was hij lid Eerste Kamer der Staten-Generaal, tot aan zijn overlijden in 1840. Hij was vanaf 1815  tot zijn overlijden ook lid van de Raad van State in buitengewone dienst.
Bij Souverein Besluit van 28 augustus 1814 werd hij erkend als edele in Zeeland, nam zitting in de ridderschap en ging met zijn nageslacht daardoor behoren tot de Nederlandse adel.
- Biografisch Portaal: 78091062
- Digitale Bibliotheek voor de Nederlandse Letteren: stee093
- Gemeinsame Normdatei: 1224812875
- International Standard Name Identifier: 0000 0003 9059 1184
- Nederlandse Thesaurus van Auteursnamen: 205189415
- Parlement.com: vg09llrqtszi
- RKD-Nederlands Instituut voor Kunstgeschiedenis: 459068
- Virtual International Authority File: 284246732
- WorldCat: E39PBJpDWrYBC3RMk3XKctFHYP